# Ouragan Joaquin
Pour les articles homonymes, voir Joaquin.
L’ouragan Joaquin est le onzième cyclone tropical de la saison cyclonique 2015 dans l'océan Atlantique nord, le dixième à être nommé, le troisième à atteindre le seuil d'ouragan et le second ouragan majeur. C'est la première fois que ce nom a été utilisé pour les ouragans dans l'Atlantique nord alors qu'il a remplacé Juan, retiré après l'ouragan Juan de 2003, et qu'en 2009 il n'y a pas eu assez de système pour se rendre à « J ».
Formé entre les Bermudes et les Bahamas le 28 septembre, la dépression tropicale Joaquin ne devait pas se développer très fortement, à cause du cisaillement des vents important en altitude, selon les premiers estimés du National Hurricane Center. Malgré tout, il a persisté et a atteint la catégorie 3 de l'échelle de Saffir-Simpson le 1er octobre, puis a frappé les Bahamas un peu plus tard en journée à la catégorie 4. Joaquin a fait du surplace sur les Bahamas pendant presque deux jours, perdant légèrement en intensité, déversant des quantités énormes d'eau, inondant les côtes avec son onde de tempête et faisant des dégâts majeurs par le vent. Il s'est ensuite dirigé vers les Bermudes, qu'il a passé par l'ouest le 4 octobre, tout en perdant de son intensité. Sa trajectoire s'est finalement incurvée vers l'Europe où il arrivé sous la forme d'une tempête extra-tropicale.
Le 25 avril 2016, lors de la 38e réunion du comité des cyclones tropicaux de l'Organisation météorologique mondiale, le nom Joaquin fut retiré des listes futures à la suite des dégâts et pertes de vie qu'il a occasionné (voir Liste des noms retirés d'ouragans). Il sera remplacé dans la liste de 2021 par Julian.

## Évolution météorologique

Boucle d'images du satellite GOES montrant Joaquin du 28 septembre 2015- au 7 octobre 2015-.

Le 25 septembre, le NHC a commencé à suivre une zone orageuse mal organisée loin au nord-est des Bahamas. Le 28 septembre à 3 h UTC, le système était assez développé pour devenir la dépression tropicale ONZE à mi-chemin entre les Bahamas et les Bermudes. Vingt-quatre heures plus tard, elle devenait la tempête tropicale Joaquin à 645 km au nord-est des îles centrales des Bahamas et se déplaçant lentement vers celles-ci.
Tôt le matin du 30 septembre, Joaquin est devenu un ouragan de catégorie 1 à 395 km des Bahamas et le pays a été mis en alerte cyclonique. En soirée, le rapport d'un avion chasseur d'ouragan a permis de mesurer des vents soutenus à 165 km/h ce qui l'a fait passer à la catégorie 2 en s'approchant à 125 km au nord-est de l'île de Samana Cay des Bahamas.
Le 1er octobre à 3 h UTC (23 heures locales le 29 septembre), Joaquin est devenu le second ouragan majeur de la saison en atteignant la catégorie 3. L’œil de l'ouragan est passé sur l'île de Samana Cay à 15 heures UTC. Il a atteint la catégorie 4 en fin d'après-midi (21 heures UTC) en traversant les îles centrales des Bahamas, ses vents soutenus étant de 215 km/h avec des rafales plus fortes et la pression centrale de 936 hPa.
Après deux jours à errer au-dessus des Bahamas, Joaquin a finalement pris une direction nord-est à 20 km/h à partir du 3 octobre. À 15 heures UTC, le NHC a rapporté qu'un avion de reconnaissance avait mesuré des vents soutenus de 250 km/h dans l'ouragan, avec des rafales plus fortes, ce qui en faisait un ouragan à la limite supérieure de la catégorie 4 de l'échelle de Saffir-Simpson.
Le 4 octobre, l'ouragan est redescendu à la catégorie 3 en approchant les Bermudes. Dès le matin, les bandes orageuses externes y donnaient des pluies torrentielles. En fin d'après-midi, il était retombé à la catégorie 2 et il est passé à 150 km à l'ouest des Bermudes. Le 5 octobre au matin, Joaquin n'était plus qu'un ouragan de catégorie 1 à 255 km au nord des Bermudes, perdant lentement de son intensité et dont la trajectoire courbait vers l'Europe. Le 6 octobre, il est passé à quelque 900 km au sud de Cap Race (Terre-Neuve, Canada), s'approchant des eaux plus froides de l'Atlantique nord.
Le 7 octobre à 15 heures UTC, le NHC a rétrogradé Joaquin au niveau de tempête tropicale alors que sa position était à 870 km au sud-est de Cap Race. Il est devenu post-tropical 12 heures plus tard. Son déplacement était en accélération à 56 km/h, en route pour le Portugal, complètement absorbé dans le flux zonal d'altitude.

## Impact

### Antilles
Aux îles Turques-et-Caïques, l'ouragan a forcé la fermeture des écoles et services gouvernementaux. Deux navires de croisière se dirigeant vers ces îles ont été détournés pour éviter la tempête et l'aéroport international de Providenciales a suspendu tous les vols.

#### Bahamas

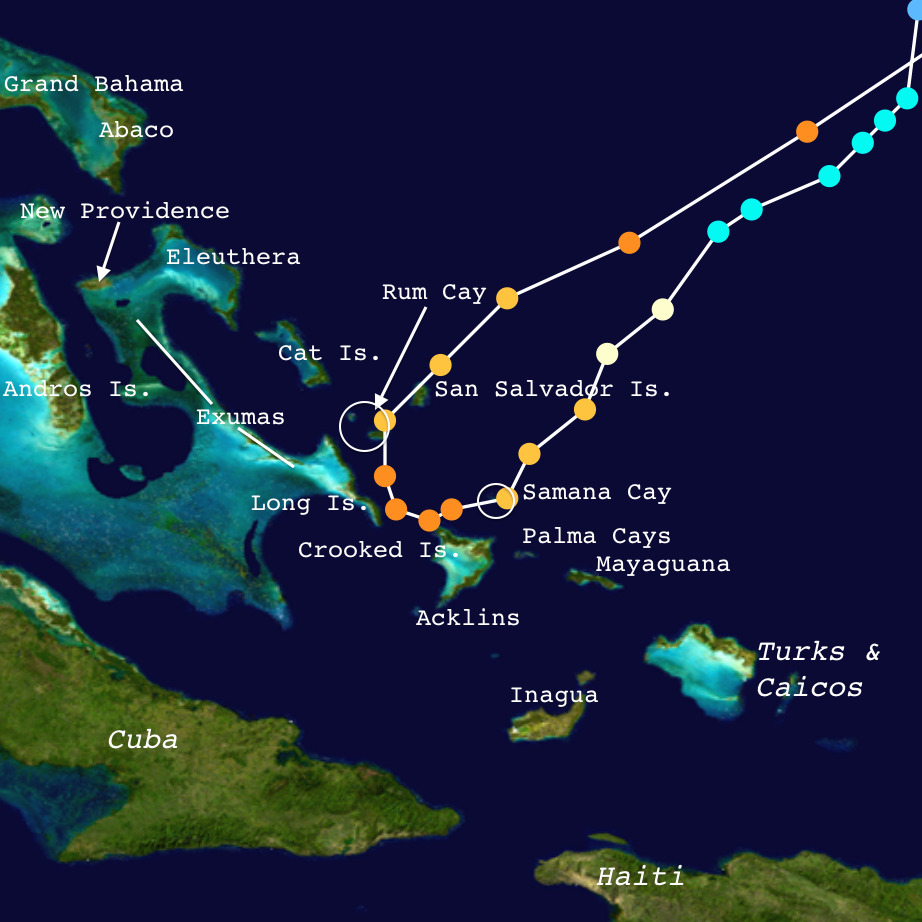
Zoom sur la trajectoire de Joaquin.

À 03 heures UTC le 30 septembre, le gouvernement des Bahamas a émis une veille d'ouragan pour la partie centrale et le nord de l'archipel. Tous les écoles des îles d'Exuma, Cat, San Salvador et Rum Cay ont été fermées jusqu'après le passage de Joaquin et les vols intérieurs ont été annulés par Bahamasair,,. Plusieurs navires de croisières en route pour New Providence ont été déroutés vers d'autres ports. Les résidents de Mayaguana ont dû évacuer l'île.
L'onde de tempête précédant l'ouragan a endommagé la route principale de San Salvador. Le 1er octobre, les eaux ont inondé de nombreuses maisons de l'île d'Acklins et des sauvetages ont dû être effectués. Une brèche dans la digue côtière s'y est produite à 9 h locale (13 h UTC) et les résidents ont rapporté que l'île entière était sous les eaux et un pont à Lovely Bay. De 8 à 10 personnes ont été isolés sur l'île de Samana Cay au-dessus de laquelle est passé l’œil de l'ouragan.
De nombreuses îles ont été privées d'électricité et de toute communication avec l'extérieur. Les zones les plus touchées sont celles du nord-ouest et du centre de l’archipel : îles Abacos, îles Berry, Eleuthera, Grand Bahama, New Providence, Nassau, Freeport, île Cat, îles Exumas et Long Island. Les vents violents de 215 km/h ont arraché des arbres et causèrent des dommages même aux bâtiments bien construits. Ainsi 85 % des maisons de l'île Crooked ont été détruites, selon un représentant d'Acklins, et le niveau des eaux atteignait les fenêtres du rez-de-chaussée.
Le 3 octobre, il y avait plusieurs rapports non confirmés de morts par noyades et par l'écrasement de structures. Plusieurs animaux morts ont également été vus flottants dans les inondations,.

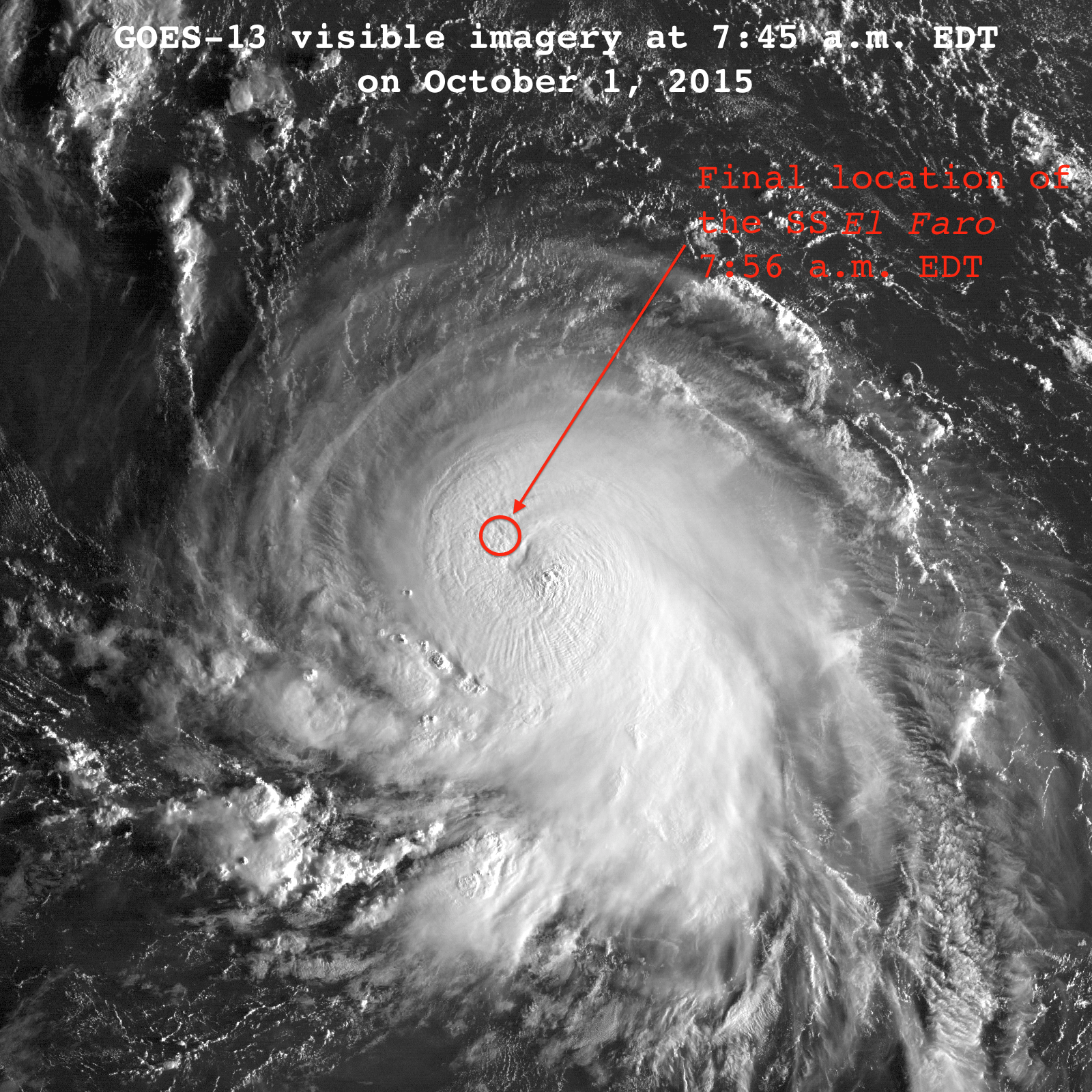
Position du El Faro par rapport à Joaquin au moment du naufrage.

Les garde-côtes américains ont annoncé rechercher le cargo SS El Faro, avec 33 personnes à bord. Ce dernier, un transporteur de véhicules automobiles, reliait Jacksonville (Floride) à San Juan (Porto Rico), n'a plus donné de nouvelles à partir du 1er octobre au matin après avoir mentionné une perte de propulsion et une entrée d'eau maîtrisée donnant un gîte de 15 degrés. Le 5 octobre, le naufrage a été confirmé et le corps d'une personne a été retrouvé en mer. Les recherches intenses pour retrouver des survivants ont cessé le 7 octobre et tout l'équipe est considéré comme disparu. Le 1er novembre, les enquêteurs du gouvernement fédéral américain ont confirmé que l’épave avait été repéré à plus de 4 500 mètres sous la mer la veille. Selon les données sonar, le navire a coulé à la verticale.
Les garde-côtes ont cependant réussi à secourir les 12 membres du cargo M/V Minouche (64,6 m).

#### Cuba
Le 1er octobre, le gouvernement cubain a émis des alertes de tempête tropicale pour les provinces de Camagüey, Las Tunas, Holguín et Guantánamo. Une station météorologique à la baie de Guantánamo a rapporté des rafales de 89 km/h. Les vents ont endommagé des toits jusque dans la province de Granma et l'onde de tempête a inondé certains secteurs côtiers.

### Bermudes
La trajectoire de Joaquin a été très difficile à déterminer mais en fin de journée du 2 octobre, elle semblait de plus en plus être en direction des Bermudes après son séjour aux Bahamas. Le service météorologique de ce pays a donc émis une veille de tempête tropicale à 21 heures UTC, qu'il a rehaussé à une alerte cyclonique le lendemain. Les soldats du Royal Bermuda Regiment ont été mis sur un pied d'alerte et du matériel a été déplacé vers la partie est de la jetée reliant les îles principales au cas où les routes deviendraient impraticables. Deux navires de croisière devant faire escale aux Bermudes ont été déroutés le 3 octobre et la plupart des vols à destination ou provenant de l'aéroport international L.F. Wade ont été annulés. Les écoles, les services publics, les traversiers et les transports en commun ont également été suspendus du 3 au 5 octobre.
Tard le 4 octobre, alors que l'ouragan faisait rage, la jetée a été fermée pour n'être rouverte partiellement que le lendemain,.Des rafales de 103 km/h ont été rapportées à l'aéroport international. Les routes ont été encombrés par les débris arrachés par le vent et les inondations côtières. Les équipes de réparations ont travaillé dur à remettre le courant au 14 500 clients qui l'avait perdu,. La maison historique du Commissaire au Bermuda Maritime Museum a perdu la dernière partie de son toit original, le reste ayant été remplacé après le passage des ouragans Faye et Gonzalo en octobre 2014. Cependant, les dommages à la propriété ont été en général mineurs dans l'Archipel.

### États-Unis
La trajectoire prévue de l'ouragan étant assez incertaine le 1er octobre, quelque part entre la Caroline du Nord et le large dans l'Atlantique, les gouverneurs de la Caroline du Nord, du New Jersey et de la Virginie ont déclaré l'état d'urgence. En effet, il y avait possibilité de 300 mm de pluie en certains endroits avec Joaquin et cela permettait de mobiliser davantage de ressources.
Avec le changement de la trajectoire de Joaquin vers l'Atlantique, la plupart de ces mesures ont été abandonnées dès le 2 octobre en fin de journée sauf pour la Virginie et la Caroline du Nord où une dépression, totalement indépendante de l'ouragan, causait des pluies torrentielles avec des accumulations jusqu'à 11 pouces (279 mm) dans les deux Carolines (Tempête d'octobre 2015 dans l'est du Canada et des États-Unis).

## Statistiques
Joaquin est l'un des cinq plus forts ouragans à frapper les Bahamas si l'on considère la pression centrale. En fait, avec une pression minimale de 931 hPa il occupe le quatrième rang derrière l'Ouragan Andrew de 1992 (922 hPa), l'ouragan des Bahamas de 1929 (en) (924 hPa) et l'ouragan Floyd de 1999 (927 hPa). L'ouragan Frances de 2004 ferme la marche à 936 hPa. Aucun des autres n'y est passé aussi tard dans la saison également.